# Massimo Troisi

Massimo Troisi în 1989

Massimo Troisi (n. 19 februarie 1953, San Giorgio a Cremano, Campania, Italia – d. 4 iunie 1994, Lido di Ostia⁠(d), Roma, Lazio, Italia) a fost un actor și regizor italian, nominalizat postum în 1996 la Premiul Oscar pentru cel mai bun actor pentru filmul Poștașul.
Format la școala teatrului de cabaret, și-a construit un personaj comic a cărui delicată melancolie se află în contrast cu umorul gros al filmelor în care apare.

## Biografie
Troisi s-a născut lângă Napoli în 1953, fiul unui mecanic de tren. Și-a prezentat experiențele cu familia sa în primele sale filme. După absolvirea liceului, Troisi a scris câteva poezii inspirate de Pier Paolo Pasolini. În 1969, împreună cu câțiva prieteni din copilărie (printre care Lello Arena și Enzo Decaro), a început să constituie o companie de teatru, cu care a început să joace la un mic teatru local. Din cauza morții timpurii a mamei sale, sănătatea lui Troisi a devenit din ce în ce mai precară, ceea ce ar fi dus la dezvoltarea mai târziu a problemelor cardiace. În tinerețe a avut crize de febră reumatică. În 1976 a trebuit să viziteze Statele Unite pentru o operație de valvă cardiacă, costul căruia a fost plătit cu ajutorul prietenilor săi.
În 1972 a început cariera artistică ca membru al trio-ului „La Smorfia” (în română grimasa) ca artist de cabaret. Membrii au fost De Caro și Arena. A devenit cunoscut la nivel regional la televiziune cu „Non Stop”, „La Berla” și „Luna Park”. Troisi a devenit în curând liderul trio-ului și a fost considerat Steve Martin al italienilor. Era cunoscut pentru expresiile faciale și discursul aparent confuz, inspirându-se din Totò, Eduardo și Peppino De Filippo. A avut primul său rol principal într-un film în 1981.
Troisi a ajuns la faima internațională cu rolul de succes din Poștașul (1994), regizat de Michael Radford. A doua zi după terminarea filmărilor, a murit în urma unui atac de cord în casa surorii sale din Ostia. S-a anunțat că a amânat o intervenție chirurgicală necesară, pentru a finaliza filmul. Postgenericul filmului conține o dedicație pentru Troisi.
În 1996 a fost nominalizat postum la Oscar. Doar câțiva actori au primit această onoare, de exemplu James Dean, Spencer Tracy, Peter Finch, Sir Ralph Richardson și Heath Ledger.
Bun prieten cu muzicianul și cântărețul Pino Daniele (care a compus și majoritatea coloanelor sonore pentru filmele lui Troisi), a scris versuri pentru muzica sa sau și-a adaptat poeziile la aceasta. Eduardo De Filippo a spus odată că este „un actor al viitorului, dar cu rădăcini în trecut”.
O piață din orașul său natal, San Giorgio a Cremano, lângă Napoli, îi poartă numele.

## Filmografie

### Ca actor
- 1981 Încep din nou de la trei (Ricomincio da tre), regia Massimo Troisi
- 1982 Morto Troisi, viva Troisi!, regia Massimo Troisi – film TV
- 1982 No grazie, il caffè mi rende nervoso, regia Lodovico Gasparini
- 1983 Scusate il ritardo, regia Massimo Troisi
- 1983 F.F.S.S. cioè che mi hai portato a fare sopra a Posillipo se non mi vuoi più bene?, regia di Renzo Arbore
- 1984 Nu ne rămâne decât să plângem (Non ci resta che piangere), regia Roberto Benigni și Massimo Troisi
- 1987 Hotel Colonial, regia Cinzia TH Torrini
- 1987 Căile Domnului sunt închise (Le vie del Signore sono finite), regia Massimo Troisi
- 1989 Splendoare (Splendor), regia Ettore Scola
- 1989 Cât e ceasul? (Che ora è), regia Ettore Scola
- 1990 Călătoria căpitanului Fracasse (Il viaggio di Capitan Fracassa), regia Ettore Scola
- 1991 Credeam că e dragoste (Pensavo fosse amore... invece era un calesse), regia Massimo Troisi
- 1994 Poștașul (Il postino), regia Michael Radford, Massimo Troisi (nemenționat)

### Ca regizor și scenarist
- 1981 Ricomincio da tre (r + s)
- 1982 Morto Troisi, viva Troisi! – film TV (r + s)
- 1982 No grazie, il caffè mi rende nervoso, regia Lodovico Gasparini (doar scenarist)
- 1983 Scusate il ritardo (r + s)
- 1984 Non ci resta che piangere, regia Roberto Benigni (co-regizor + scenarist
- 1987 Le vie del Signore sono finite (r + s)
- 1991 Pensavo fosse amore... invece era un calesse (r + s)
- 1994 Poștașul (Il postino), regia Michael Radford, (scenarist + co-regizor nemenționat)

## Premii și nominalizări
- Premiile Oscar
  - 1996 – Nominalizare la Cel mai bun actor pentru Poștașul
  - 1996 – Nominalizare la Cel mai bun scenariu adaptat pentru Poștașul
- Festivalul de Film de la Veneția
  - Cupa Volpi pentru cel mai bun actor (ex aequo) lui Marcello Mastroianni și Massimo Troisi
  - Premiul Pasinetti pentru cel mai bun actor lui Massimo Troisi
- David di Donatello
  - 1981 – Cel mai bun film pentru Ricomincio da tre
  - 1981 – Nominalizare la Cel mai bun scenariu pentru Ricomincio da tre
  - 1981 – Cel mai bun actor (rol principal) pentru Ricomincio da tre
  - 1990 – Nominalizare la Cel mai bun actor (rol principal) lui Massimo Troisi
  - 1995 – Nominalizare la Cel mai bun actor (rol principal) pentru Poștașul
- Nastro d'argento
  - 1981 – Cel mai bun regizor nou pentru Ricomincio da tre
  - 1981 – Cel mai bun actor debutant pentru Ricomincio da tre
  - 1981 – Cel mai bun subiect pentru Ricomincio da tre
  - 1988 – Cel mai bun scenariu pentru Le vie del Signore sono finite
  - 1990 – Nominalizare Cel mai bun actor lui Massimo Troisi și Marcello Mastroianni
  - 1995 – Premiul Special pentru Poștașul
- Globo d'oro
  - 1981 – Cel mai bun film de debut pentru Ricomincio da tre
  - 1981 – Cel mai bun actor debutant pentru Ricomincio da tre
- Premiul Vittorio De Sica
  - 1983 – Recunoașterea contribuției sale în cinematografia italiană;[9]
- Premiul Pasinetti
  - 1989 – Cel mai bun actor pentru Cât e ceasul?
- Screen Actors Guild Awards
  - 1996 – Nominalizare la Cel mai bun actor de film pentru Poștșul (postum)